# Мисс Россия 2004
«Мисс Россия» 2004 — 13-й ежегодный национальный конкурс красоты «Мисс Россия», финал которого состоялся 31 декабря 2004 года в концертном зале «Академический». В финале конкурса приняли участие 53 участницы из разных регионов России. Победительницей конкурса стала представительница города Набережные Челны — Диана Зарипова.

## Проведение конкурса
Перед финальными этапами конкурса была определена победительница в номинации "национальный костюм" - ею стала девушка из Якутии. Участницы выходили в купальниках, экстравагантных нарядах, демонстрировали деловой стиль, вечерних нарядах, в форме олимпийской сборной от «Bosco-спорт», а также демонстрировали умение отвечать на вопросы.

## Результаты
Список финалисток:
| Итоговое место   | Участница                           |
| ---------------- | ----------------------------------- |
| Мисс Россия 2004 | - Набережные Челны — Диана Зарипова |
| 1 Вице-Мисс      | - Москва — Елена Калугина           |
| 2 Вице-Мисс      | - Краснодар — Ирина Кошелева        |